# 深圳湾口岸

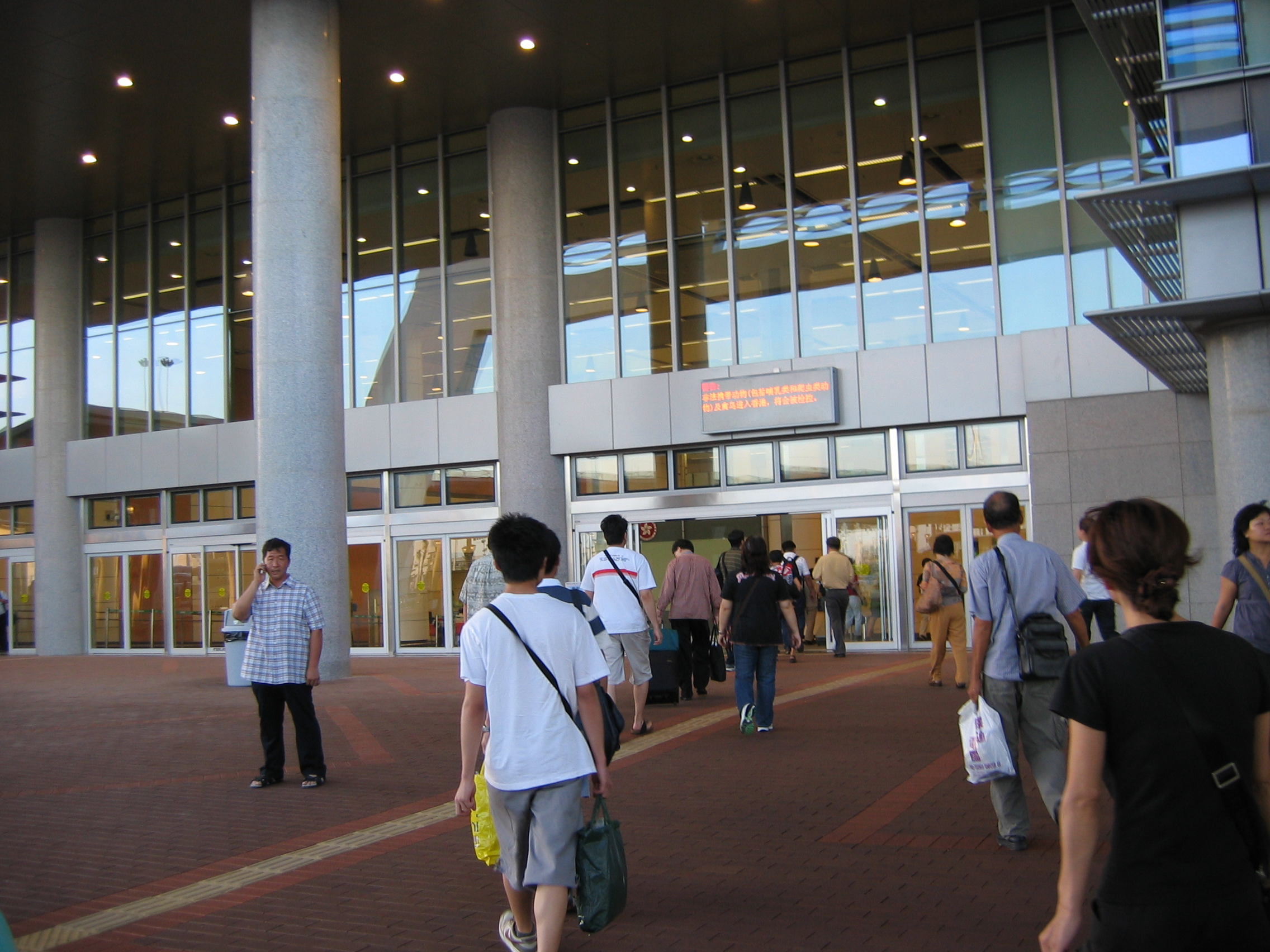
深圳湾口岸出入境検査場、香港側ゲート

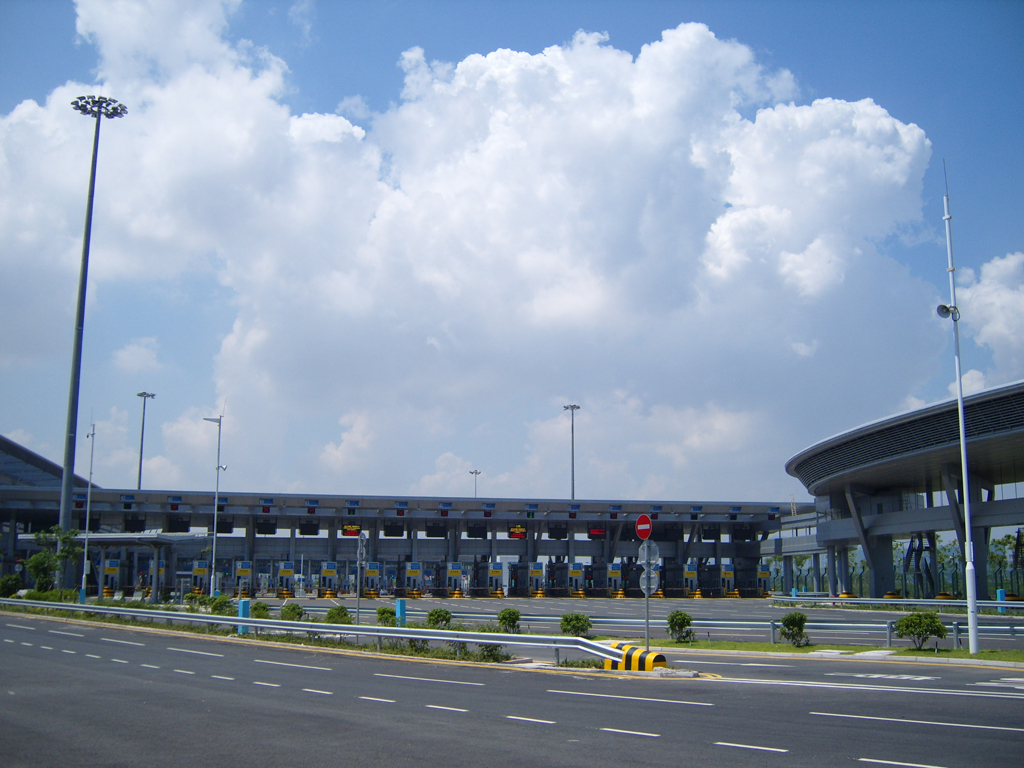
深圳湾口岸香港側車両検査場

深圳湾口岸（しんせんわん こうがん）は、中華人民共和国広東省深圳市南山区東角頭と香港特別行政区新界元朗区鰲磡石の間に位置する出入境検査場。国境開放時間は6時30分から24時00分。

## 概要
深圳湾口岸は南山区蛇口東角頭の埋立地に位置し、敷地面積は117.9エーカー（47.7ヘクタール）。道路には車線変更施設（中国大陸部は右側通行、香港は左側通行）を備え、深港西部通道（深圳湾公路大橋）に香港新界北西部の元朗区鰲磡石と連絡している。
この口岸のターミナルでは一箇所で中港双方の出入境管理官が出入境検査を行う「一地両検」が行われる。双方の係官は隣接する場所で出入境検査を行うことで、バスツアーなどで国境を越える旅行者も一度の下車で通関手続きが完了する設計となっている。税関申告のために全荷物を持って下車することが必要になるが、全体の徒歩距離が300メートル程度、出境・入境双方のゲート間も数十メートルと短く、十分な数のゲートが備えられているため、旅客は通常10分余りで手続きを完了でき、1時間以上を要することが珍しくない羅湖口岸や皇崗口岸と比べて格段に速い。
なお、自家用車やミニバンで旅行する人は、乗車しながら通過できるようになっており、世界で初めて乗車したまま顔認証を行う日本電気（NEC）のシステムを導入している。香港側と深圳側に該当するパスポートチェックのゲートがそれぞれ別々に深圳湾口岸敷地内にあるが、中国入国の審査は厳しくなる傾向が続いており、下車が必要になるなど所要時間がかかる場合もある。

## 歴史
深圳市の西部に位置するこの場所で「一地両検」を実現する施設を建設するためには、深圳・香港双方に法律面、行政面での問題が存在していた。2006年10月31日、『全国人大常委会関於授権香港特別行政区対深圳湾口岸港方口岸区実施管轄的決定』が第10回全国人民代表大会常務委員会24次会議を通過、この決定により深圳側に香港出入境検査場を設置し、完全に隔離する方式により、深圳側での出入境管理業務を実施する中国大陸側の法整備が完了、香港側も香港立法会が2007年4月25日に『深圳湾口岸港方口岸区条例』を制定することで、「一地両検」の法的根拠を獲得した。
2007年7月1日18時00分、深圳湾口岸の供用が開始され、香港主権移譲10周年の祝賀行事の一環として胡錦濤共産党総書記、曽蔭権香港行政長官が出席しての式典が実施された。

## 制限区域
zh:香港法例第245章により深圳口岸の香港側エリアは制限エリアとされ、立ち入る際には有効な旅券等関係書類の携帯が義務付けられている。国境を越えない場合でも香港警務処の発行する「出入禁区許可証」（通称：禁区紙）の携帯が必要である。したがって香港側でUberなど一般車に乗車している場合、資格保持車両以外はこのエリアには入ることができない。